# وان بينج
وان بينج (بالصينية: 万鹏) هي ممثلة صينية، ولدت في 1996 في الصين.